# Stadion am Gesundbrunnen
Lo Stadion am Gesundbrunnen (noto anche come Plumpe) era una struttura sportiva nel quartiere berlinese di Gesundbrunnen. Fu costruito fra il 1923 e il 1924 e fu, per quasi quattro decenni, il terreno di casa della locale squadra di calcio, l'Hertha Berlino.
Durante la seconda guerra mondiale lo stadio subì gravi danni. Solo nel dicembre 1950, l'Hertha tornò a giocare nel rinnovato Plumpe. Dopo la ristrutturazione, la capienza scese a 20.000 spettatori. Nella stagione 1963/1964 l'Hertha si trasferì all'Olympiastadion perché il Plumpe non soddisfaceva i requisiti minimi imposti dalla nuova Bundesliga.
Nelle stagioni 1965-1968 l'Hertha, scivolata nelle serie regionali, tornò a giocare nel vecchio stadio prima di lasciarlo definitivamente. Il club fu costretto a vendere il Plumpe a causa del forte indebitamento, e lo stadio venne infine demolito nel 1974 per far posto a 440 nuove abitazioni.